# Роздольненська сільська рада (Родинський район)
Роздо́льненська сільська рада (рос. Раздольненский сельский совет) — сільське поселення у складі Родинського району Алтайського краю Росії.
Адміністративний центр — село Роздольне.

## Історія
2010 ліквідована Розумовська сільська рада (село Розумовка, селище Тізек), територія увійшла до складу Роздольненської сільської ради.

## Населення
Населення — 1093 особи (2019; 1346 в 2010, 1884 у 2002).

## Склад
До складу сільської ради входять:
| Населений пункт | Населення, осіб (2002) | Населення, осіб (2010) |
| --------------- | ---------------------- | ---------------------- |
| Роздольне, село | 1042                   | 852                    |
| Розумовка, село | 593                    | 366                    |
| Тізек, селище   | 249                    | 128                    |